# BN Music
BN Music d.o.o, ehemals VIP Produkcija, ist ein Aufnahmestudio und eine Medienvertriebsgesellschaft in Bosnien und Herzegowina, gegründet vom bosnischen Serben Ivan Todorović.
VIP Produkcija nahm seinen Betrieb am 1. Dezember 2003 auf. Das erste Album, welches über das Label veröffentlicht wurde, war Zidovi (Wände) von Jana Todorović, der Frau des Gründers. Am 15. April 2004 startete die erste TV-Sendung "VIP Stars", was auf RTV BN ausgestrahlt wurde. Im Oktober 2009 änderte das Unternehmen seinen Namen in BN Music. Der momentane Produzent ist Dragan Dmitruk Čičak.

## Künstler des Unternehmens
- Ahira Hasić
- Baja Mali Knindža
- Ćana
- Davor Badrov
- Donna Ares
- Duško Kuliš
- Esad Plavi
- Hasan Dudić
- Jasmin Jusić
- Jasmin Muharemović
- Jovan Perišić
- Maya Berović
- Miroslav Ilić
- Mitar Mirić
- Neda Ukraden
- Nedžad Salković
- Nihad Alibegović
- Nino Rešić
- Rade Lacković
- Sanja Maletić
- Sejo Kalač
- Stoja
- Vera Matović
- Vesna Zmijanac